# Muscolo elevatore del labbro superiore e dell'ala del naso
Nell'anatomia umana il  Muscolo elevatore del labbro superiore e dell'ala del naso è un muscolo del naso descritto per la prima volta da Eustachio, è il nome più lungo dato ad un muscolo.

## Anatomia
Si tratta di uno dei 3 muscoli che parte dal labbro superiore finendo nell'ala del naso, viene chiamata anche porzione angolare, gli altri due si chiamano muscolo elevatore del labbro e muscolo piccolo zigomatico.

## Funzioni
Svolge due funzioni: dilata le narici e solleva la pelle del labbro superiore.